# Bertus Botterman
Albertus (Bertus) Botterman (Amsterdam, 10 oktober 1910 – aldaar, 7 november 2001) was een Nederlands acteur. 
Botterman acteerde tot op hoge leeftijd. Hij was onder meer bekend door het satirische programma Pisa en Verona (1982-1988) van Henk Spaan en Harry Vermeegen, waar hij juist vanwege zijn leeftijd werd ingezet en de rol speelde als zichzelf maar ook onder meer als slager Bikkel. Ook trad hij op als spreekstalmeester.
Verder was hij in een groot aantal televisieseries te zien, waaronder De Fabriek, Zeg 'ns Aaa, Hollands Glorie, Laat maar zitten, Medisch Centrum West, Prettig geregeld en Oebele. In A Bridge Too Far (1977) had hij een rolletje als Nederlandse dorpeling.